# Dante Bernabei
Dante Bernabei (* 31. Juli 1936 in Esch-sur-Alzette in Luxemburg; † 11. Juni 2021 in Darmstadt) war ein luxemburgischer Sprachforscher, der sich gesellschaftspolitisch für die europäische Gemeinsamkeit und Verständigung engagierte.

## Chemiker
Nach dem Besuch der École primaire (Volksschule) und der École secondaire Lycée de Garçons (Gymnasium) in Esch-sur-Alzette und Absolvieren des Examen de fin d'études secondaires (Abitur) 1957 studierte Dante Bernabei Chemie an der Rheinisch-Westfälischen Technischen Hochschule Aachen (RWTH). Dort erwarb er nach dem Grad des Diplom-Chemikers den Titel Dr.rer.nat. mit einer Dissertation zum Thema „Über die Synthese von Pyridin-Tetrahydroisochinolinen durch intramolekulare Vilsmeier-Reaktion“ am Institut für Organische Chemie bei Franz Dallacker (1967).
1967–1994 in der Firma Merck in Darmstadt im wissenschaftlichen Marketing tätig, unter anderem im Qualitätsmanagement. In diesem Zusammenhang verfasste er das Merck-Buch „Sicherheit – Handbuch für das Labor“ und arbeitete an verschiedenen Projekten zur Sicherheit beim Umgang mit Chemikalien mit.

## Sprachwissenschaftler
1995 begann Bernabei ein Studium der Germanistik am Institut für Sprach- und Literaturwissenschaft der Technischen Universität Darmstadt. Es folgte die Anfertigung einer Magisterarbeit zum Thema „Systematisierung der [Bindestrich-Schreibung] – Der Bindestrich als visuelles Konzept zur Verbesserung der Kommunikation“ bei Rudolf Hoberg, abgeschlossen mit dem Erwerb des Magister-Grades (M.A.) im Fach Germanistik.  Anschließend verfasste er am selben Institut bei Professorin Britta Hufeisen, Fachgebiet Mehrsprachigkeitsforschung, eine Dissertation mit dem Thema: „Gargantua von François Rabelais – Originalgetreue Zwei-Stufen-Übertragung von Texten aus historischen Sprachstufen“ und erlangte damit 2012 den Grad Dr. phil. der Technischen Universität Darmstadt.
Bei seinen sprachwissenschaftlichen Arbeiten kamen Dante Bernabei die polyglotten Fähigkeiten seiner germano-frankophonen Herkunft zugute. Diese werden ergänzt durch eine Verbundenheit mit der Luxemburger Heimat und im Besonderen der luxemburgischen Sprache.

## Luxemburger Freundeskreis
Bernabei war Ehrenpräsident des Luxemburger-Freundeskreis Rhein-Main und war von 1979 bis 1997 deren Präsident. Während dieser Zeit hatte er sich intensiv um den kulturellen Austausch zwischen Luxemburg und der Region Rhein-Main gekümmert, so durch Organisation von Konzerten und anderen kulturellen Veranstaltungen. In der Denkmalpflege ließ er die Denkmäler des Herzogs Adolph zu Nassau in Wiesbaden und Königstein ergänzen und in Weilburg durch S.K.H. den Großherzog von Luxemburg die „Luxemburger Linde“ pflanzen.
Sein besonderes Anliegen war stets das Wachhalten der vielfältigen historischen Verknüpfungen beider Länder, Kenntnis der Geschichte als Voraussetzung für das gegenseitige Verstehen.

## Auszeichnungen
- 1989: Offizierskreuz im Verdienstorden des Großherzogtums Luxemburg
- 1996: Offizierskreuz im großherzoglichen Orden der Eichenkrone
- 1998: Verdienstkreuz am Bande des Verdienstordens der Bundesrepublik Deutschland
- Ehrenpräsident des Luxemburger-Freundeskreis Rhein-Main e.V.[1]